# Ark (album L’Arc-en-Ciel)
Ark jest szóstym albumem grupy L’Arc-en-Ciel. Został wydany 1 lipca 1999 r., w tym samym dniu, co Ray.
Płytę promowało pięć singli: „Dive to Blue”, „Forbidden Lover”, „Heaven's Drive”, „Pieces” i „Driver's High”.

## Utwory
1. 	"Forbidden Lover”   –	6:01
2. 	"Heaven's Drive”   – 4:15
3. 	"Driver's High”   – 4:10
4. 	"Cradle”   – 4:56
5. 	"Dive to Blue”   – 5:33
6. 	"Larva”   – 3:55
7. 	"Butterfly's Sleep”  – 5:10
8. 	"Perfect Blue” – 3:48
9. 	"Shinjitsu to Gensō To” (真実と幻想と)”   – 5:22
10. 	"What is Love”  – 4:13
11.   „Pieces (ark mix)  – 5:45

## Twórcy
- Hyde – śpiew, gitara uzupełniająca w Heaven's Drive
- Ken – gitara elektryczna
- Tetsu – gitara basowa, wokal wspierający
- Yukihiro – perkusja